# ورزشگاه مونومنتال (بوئنوس آیرس)
ورزشگاه مونومنتال آنتونیو وسپوسیو لیبرتی (به انگلیسی: Estadio Monumental Antonio Vespucio Liberti) ورزشگاهی در شهر بوئنوس آیرس است که ورزشگاه خانگی باشگاه فوتبال ریور پلاته و تیم ملی فوتبال آرژانتین است.
این ورزشگاه در سال ۱۹۳۸ میلادی ساخته شده‌است و ظرفیت آن ۷۴٬۶۲۴ نفر است. ۹ بازی جام جهانی فوتبال ۱۹۷۸ از جمله بازی فینال و مسابقه رده‌بندی در این ورزشگاه برگزار شده‌است.

## جام جهانی فوتبال ۱۹۷۸
| تاریخ   | مرحله   | گروه | تیم ۱      | نتیجه           | تیم ۲    |
| ------- | ------- | ---- | ---------- | --------------- | -------- |
| ژوئن ۱  | 1       | 2    | آلمان غربی | 0–0             | لهستان   |
| ژوئن ۲  | 1       | 1    | آرژانتین   | 2–1             | مجارستان |
| ژوئن ۶  | 1       | 1    | آرژانتین   | 2–1             | فرانسه   |
| ژوئن ۱۰ | 1       | 1    | ایتالیا    | 1–0             | آرژانتین |
| ژوئن ۱۴ | 2       | A    | آلمان غربی | 0–0             | ایتالیا  |
| ژوئن ۱۸ | 2       | A    | ایتالیا    | 1–0             | اتریش    |
| ژوئن ۲۱ | 2       | A    | هلند       | 2–1             | ایتالیا  |
| ژوئن ۲۴ | رده‌بندی |      | برزیل      | 2–1             | ایتالیا  |
| ژوئن ۲۵ | فینال   |      | آرژانتین   | ۳–۱ (وقت اضافه) | هلند     |